# 히노 테루스케
히노 테루스케(일본어: 日野 輝資 ひの てるすけ[*])는 센고쿠 시대부터 에도 시대 전기에 걸쳐 살은 공가이다. 히노 유이신 (日野 唯心)이라고도 한다. 히노가 28대 당주이다. 관위는 정2위 곤다이나곤이다.
후지와라 북가 히노가 서류 히로하시가 출신으로, 곤다이나곤 히로하시 쿠니미츠의 아들이다. 초명은 히로하시 카네야스 (広橋 兼保) 또는 카네키요 (兼潔)이라 칭했다. 후에, 본가인 히노가를 이었다.

## 생애
고지 원년 (1555년), 히로하시 쿠니미츠의 아들로 태어났다.
덴분 24년 9월, 히노가에서는 27대 하루미츠가 사망했는데, 후계자 하루스케가 요절해버렸고, 뒤를 이을 아이가 없었다. 그래서, 히로하시 쿠니미츠의 아들 카네야스를 앞세운 13대 쇼군 아시카가 요시테루와, 아스카이 마사츠나의 아들 스케타카(資堯)를 앞세운 미요시 나가요시 사이에서 분쟁이 생겼다.
결국, 히노류의 야나기와라 스케사다ㆍ히로하시 카네히데 (카네야스 (테루스케)의 할아버지)의 찬동을 얻은 요시테루의 의견이 통과되었고, 에이로쿠 2년 (1559년) 4월 23일에 오기마치 천황의 승인에 의해, 히로하시 카네야스의 히노가 상속이 결정되고, 즉시, 시종에 올라, 히노가 당주 (적자)의 관례대로 쇼군가의 휘 (쇼군 요시테루로부터 "輝"자)를 받아, 히노 테루스케로 개명했다 (원래 집인인 히로하시가는 동생 히로하시 카네카츠가 대신 상속받았다).
테루스케는 친근공가중으로써, 15대 쇼군 아시카가 요시아키를 섬기는데, 덴쇼 원년 (1573년) 7월에 요시아키가 오다 노부나가에 대해 거병하자, 이를 따랐다. 요시아키가 오구라이케 옆에 있는 마키시마성에서 농성하자, 테루스케는 봉공중의 미츠부치 후지히데, 만도코로의 이세 사다오키, 친근공가중 타카쿠라 나가스케 등과 함께 니죠 고쇼를 맡았다. 테루스케는 농성하다가, 오다군에게 고쇼를 둘러쌓이게 되자, 미츠부치 후지히데를 혼자 남겨두고 항복하고 퇴성하였다.
덴쇼 2년 (1575년) 3월 26일, 오기마치 천황의 칙사로써, 아스카이 마사츠나(마사키요)와 함께 오다 노부나가의 아래 방문하여, 란쟈타이 절취 칙허의 뜻을 전했다.
덴쇼 4년 (1576년) 2월 1일, 카라스마 미츠노부ㆍ히로하시 카네카츠 등과 함께 야마시나 토키츠구ㆍ토키츠네에 동행해, 무라이 사다카츠를 방문했다.
덴쇼 9년 (1581년) 2월 28일, 오기마치 천황 앞에서 노부나가가 실시한 교토오우마조로에에도 공가 중의 한 사람으로 참가했다.
게이초 7년 (1602년) 1월 7일, 코노에가와의 논쟁으로 교토에서 출분되었다. 두달 뒤, 도쿠가와 이에야스의 조처에 따라 교토로 돌아갔다.
게이초 11년 (1606년) 5월 29일, 이에야스로부터 촌백의 고약을 수여받았다.
게이초 12년 (1607년) 5월, 테루코의 사망을 계기로 출가하여, 유이신(唯心)이라 칭했다. 이후, 에도와 슨푸에서 도쿠가와 이에야스, 히데타다 부자를 섬기고, 오미국 가모군내에서 1,030석을 부여받았다.
겐나 9년 (1623년), 히데타다의 상락을 따라 교토로 돌아왔다.
윤8월 2일, 사망했다.

## 인물
테루스케는 이에야스 측근의 승려로는, 이신스덴, 텐카이 다음가는 지위에 있었던 것으로 알려져 있다. 또한, 금중병공가제법도의 편찬에도 가담하여, 그 정본은 테루스케의 글씨인 것으로 알려져 있다.
테루스케는 문화인으로도 알려져, 센노 리큐에게 다도를 배워, 대명물 『히노카타츠케(日野肩付)』 다기를 갖고 있었던 (현재 하타케야마기념관 소장) 것 외, 후지와라 토시나리의 자필 『센자이 와카집』을 소지했다. 이 책은 나중에 분할되어, 『히노키리(日野切)』라고 칭하며, 복수엽 현존하고 있다.

## 계보
- 정실 : 츠모리 쿠니시게(津守国繁)의 딸
  - 아들 : 히노 스케카츠 (資勝)
  - 아들 : 히노 타다아키 (忠宥) - 히코산 신궁 좌주
  - 아들 : 닛쇼 (日韶) - 죠쟛코지 2세
  - 딸 : 히노 테루코 - 텐지. 종3위
- 생모 불명의 자녀
  - 딸 : 히라마츠 토키츠네의 아내
  - 딸 : 하나부사 마사나리의 아들 하나부사 마사에이(花房正栄)의 아내
  - 양자 : 히노 스케요시 - 외손자. 하나부사 마사에이의 아들
  - 양녀 : 타카바타케 나가나리의 딸 - 조카, 오가사와라 사다요시의 정실